# Сан-Виллидж
Са́н-Ви́ллидж (англ. Sun Village) — статистически обособленная местность в округе Лос-Анджелес в штате Калифорния.

## История
В 1930-х годах афроамериканец Мэлвин Рэй Граббс основал первую общину для темнокожих в Антилоп-Вэллей. В 1939 году он купил 1000 гектаров земли. Первая бапистерская церковь была открыта в 1950 году. В 1965 был открыт парк Джэки-Робинсон-Парк.